# Gastein Ladies
Gastein Ladies — щорічний професійний тенісний турнір серед жінок у категорії міжнародний турнір, що проводився на ґрунтових кортах в австрійському місті Бад-Гастайн. Від 2009 року належав до міжнародної серії WTA з призовим фондом 250 тисяч доларів і турнірною сіткою, розрахованою на 32 учасниці в одиночному розряді і 16 пар.

## Історія
Літній ґрунтовий турнір під егідою WTA проводиться в Австрії від початку 1970-х років. За цей час турнір приймали корти тенісних клубів в Кіцбюелі, Брегенці, Відні, Штирії, Перчах-ам-Вертерзе і Клагенфурті. Змагання в Бад-Гастайні проводилися з 2007 року. Терміни проведення турніру - в липні, паралельно або перед початком перших турнірів на харді, підготовчих до Відкритого чемпіонату США - накладали свої обмеження на склад учасниць. В австрійському турнірі, як правило, брали участь тенісистки, які гостро потребували набору очок в рейтинг, напередодні оголошення заявочного листа в основну сітку одиночного розряду американського турніру Великого шолома.
Переможниці та фіналістки
За перші сім років історії одиночного турніру жодна тенісистка не змогла вийти у фінал понад один раз, у парному турнірі лише двом тенісисткам вдавалося виходити у фінал більш як один раз: Луціє Градецька грала в фіналі п'ять разів поспіль (2007-11) і всі п'ять разів перемогла, а Андреа Главачкова зіграла у фіналі двічі і також обидва рази перемогла. Першою дворазовою учасницею титульного матчу одиночного турніру стала Андреа Петкович: у 2014 році, як і за п'ять років до цього вона завершила фінал перемогою.

## Попередні фінали

### Одиночний розряд
| Рік  | Чемпіонка                  | Фіналістка              | Рахунок            |
| ---- | -------------------------- | ----------------------- | ------------------ |
| 2007 | Франческа Ск'явоне         | Івонн Мойсбургер        | 6–1, 6–4           |
| 2008 | Полін Пармантьєр           | Луціє Градецька         | 6–4, 6–4           |
| 2009 | Андреа Петкович            | Іоана Ралука Олару      | 6–2, 6–3           |
| 2010 | Юлія Ґерґес                | Тімеа Бачиньскі         | 6–1, 6–4           |
| 2011 | Марія Хосе Мартінес Санчес | Патрісія Майр-Ахляйтнер | 6–0, 7–5           |
| 2012 | Алізе Корне                | Яніна Вікмаєр           | 7–5, 7–6(1)        |
| 2013 | Івонн Мойсбургер           | Андреа Главачкова       | 7–5, 6–2           |
| 2014 | Андреа Петкович (2)        | Шелбі Роджерс           | 6–3, 6–3           |
| 2015 | Саманта Стосур             | Карін Кнапп             | 3–6, 7–6(7–3), 6–2 |

### Парний розряд
| Рік  | Чемпіонки                               | Фіналістки                            | Рахунок            |
| ---- | --------------------------------------- | ------------------------------------- | ------------------ |
| 2007 | Луціє Градецька Рената Ворачова         | Аґнеш Савай Владіміра Угліржова       | 6–3, 7–5           |
| 2008 | Андреа Главачкова Луціє Градецька       | Сесіль Каратанчева Наташа Зорич       | 6–3, 6–3           |
| 2009 | Андреа Главачкова Луціє Градецька       | Татьяна Малек Андреа Петкович         | 6–2, 6–4           |
| 2010 | Луціє Градецька Анабель Медіна Ґарріґес | Тімеа Бачиньскі Татьяна Гарбін        | 62–77, 6–1, [10–5] |
| 2011 | Ева Бірнерова Луціє Градецька           | Ярміла Ґайдошова Юлія Ґерґес          | 4–6, 6–2, [12–10]  |
| 2012 | Джилл Крейбас Юлія Ґерґес               | Анна-Лена Гренефельд Петра Мартич     | 64–77, 6–4, [11–9] |
| 2013 | Сандра Клемешиць Андрея Клепач          | Крістіна Барруа Елені Даніліду        | 6–1, 6–4           |
| 2014 | Кароліна Плішкова Крістина Плішкова     | Андрея Клепач Марія Тереса Торро Флор | 4–6, 6–3, [10–6]   |
| 2015 | Данка Ковінич Штефані Фогт              | Лара Арруабаррена Луціє Градецька     | 4–6, 6–4, [10–3]   |